# Иван Мукер
Иван Мукер (Ној Пела, Доња Аустрија, 25. јун 1914 — 1942), учесник Народноослободилачке борбе и народни херој Југославије.

## Биографија
Рођен је 25. јуна 1914. године у месту Ној Пела (Neu Pella), у Доњој Аустрији. Родитељи су му били из Дарувара у Славонији, а у Аустрију су отишли за послом. Отац му је био браварски, а Иван металски радник. Добро је познавао немачки језик.
С породицом се вратио 1917. године у Дарувар, а после тога је живео у Пакрацу, Босанском Броду, Славонском Броду, Крушевцу и у Смедеревској Паланци. После одслужења војног рока, 1937. године, радио је као металостругар у Фабрици вагона у Славонском Броду, а затим у Крушевцу. Био је политички активан, па су га радници бирали за синдикалног руководиоца. Јула 1938. године постао је чланом Комунистичке партије Југославије, после чега је био ухапшен и мучен.
У Смедеревску Паланку вратио се, са супругом и ћерком, 1940. године. Ту се запослио у фабрици вагона „Јасеница“, као пословођа стругаре, у којој је радило око стотину младића које је он, од тада, окупљао и поучавао. Исте године, с још двојицом другова, приступио је првој партијској ћелији обновљене партијске организације Смедеревске Паланке. Марта 1941. године постао је и чланом тек формираног Месног комитета КПЈ за Смедеревску Паланку.
После капитулације Југославије 1941. године, остао је у Паланци и, као руководилац војне комисије, вршио припреме за стварање Паланачке партизанске чете. Захваљујући његову раду, отишло је у партизане, већ 6. јула, на дан формирања те чете, око шездесет радника. Он је остао у граду и извршавао партијске задатке. После провале партијске организације 18. јула, пребацио се у чету 20. јула 1941. године. У чети је најпре био борац, али већ крајем 1941. године постао је заменик политичког комесара, а затим и заменик командира и командир Паланачке чете. Затим је био инструктор Штаба и командант Космајског партизанског одреда од фебруара 1942. године.
Истакао се у многим борбама Паланачке чете. Често је, користећи се знањем немачког језика, збуњивао Немце. Знао их је, наређујући им на њиховом језику, довести до партизанских заседа. Тако је, септембра 1941. године, у Башину напао из заседе и запалио кола у којима се налазио немачки комесар. Разоружао је Немце, скинуо им униформе и, одевене у сељачка одела, испратио их у Паланку. Када су, после тога, Немци пошли у потеру за партизанима и заузели положај пред кафаном, у коју се склонио са својим друговима, изишао је пред њих преобучен у немачку униформу и са шлемом на глави и обратио им се на немачком језику. Искористио је забуну насталу међу Немцима и извукао се с друговима из обруча. Посебно се истакао у борби у Азањи, 28. септембра 1941. године, када је Паланачка чета, под његовом командом, убила 106 Немаца, као и у демолисању железничких станица и у борби с љотићевцима у селу Коваћцу. У Кусадку је запалио немачку композицију с храном, а транспортном возу, који је с војском ишао из Паланке, пустио је усусрет локомотиву и изазвао судар. Учествовао је и у борбама око Ужица, на Корану и Прањанима.
После Прве непријатељске офанзиве, вратио се, с делом чете, а по наређењу Главног штаба Србије, у Шумадију, где је с Космајским партизанским одредом свакодневно водио борбу с Немцима. У свим борбама показивао је велику бригу за своје другове. У борби на Шаргану изнео је рањену другарицу која је остала у снегу, а у селу Мравињцу, код Ваљева, у жестокој борби с љотићевцима, јуришао је, и када му је нестало муниције, да спасе рањеног друга. Извео је подвиг и у селу Трешњевици. Ишао је на челу колоне с командантом Космајског партизанског одреда. Ноћу их је зауставила четничка патрола и уперила у њих пушкомитраљез. Иван Мукер је сам зграбио цев пушкомитраљеза и отео га, а затим, у борби убио много четника. Притом је био и сам лако рањен, а командант одреда је погинуо.
Фебруара 1942. године, на састанку чланова КПЈ из одреда, био је изабран за команданта одреда. Одмах се истакао у борби с Немцима, код Венчана, 28. фебруара, као и у борби с Немцима на путу из села Мирославца за Паланку, када је био тешко рањен. Пошто је препливао реку, 6. марта се склонио у Паланку. Међутим, Немци су га ускоро открили. Убио се 12. марта на тавану куће у којој се склонио, да га не би Немци ухватили жива. Немци су га мртвог обесили 13. марта 1942. године на тргу, у центру Смедеревске Паланке.
Указом председника Федеративне Народне Републике Југославије Јосипа Броза Тита 8. октобра 1953. године, проглашен је за народног хероја.
Једна од основних школа у Смедеревској Паланци носи његово име.